# Re (album des Rita Mitsouko)
Pour les articles homonymes, voir RE.
Albums de Les Rita Mitsouko
Marc et Robert
(1988) Système D
(1993)
Re est une compilation best of sous forme de remixes des Rita Mitsouko, sorti le 10 octobre 1990 sur le label Virgin Records en 33 tours, CD et cassette.
La compilation est née d'une série de remixes réalisés par Fred Chichin, ici crédités à Fat Freddy.

## Liste des titres
| No  | Titre                 | Auteur                            | Durée |
| --- | --------------------- | --------------------------------- | ----- |
| 1.  | Hip Kit               | William Orbit                     | 7:12  |
| 2.  | Nuit d'ivresse        | Fat Freddy                        | 6:36  |
| 3.  | Le Petit Train        | Fat Freddy                        | 4:57  |
| 4.  | Tongue Dance          | William Orbit & Mark Moore        | 5:07  |
| 5.  | Andy Bassapella       | Jesse Johnson                     | 6:08  |
| 6.  | Don't Forget the Nite | Tony Visconti & Les Rita Mitsouko | 4:46  |
| 7.  | C'est comme ça        | Tony Visconti & Les Rita Mitsouko | 7:26  |
| 8.  | Andy Live             | Fat Freddy                        | 6:53  |
| 9.  | Marcia baila          | Tony Visconti & Les Rita Mitsouko | 5:56  |
| 10. | Jalousie              | Dee Nasty & Fat Freddy            | 6:01  |
| 11. | Singing in the Shower | William Orbit                     | 5:47  |